# Chloroclystis thermastobrita
Chloroclystis thermastobrita là một loài bướm đêm trong họ Geometridae.